# Š̤
Cette page contient des caractères spéciaux ou non latins. S’ils s’affichent mal (▯, ?, etc.), consultez la page d’aide Unicode.
Š̤ (minuscule : š̤), appelé  S caron tréma souscrit, est un graphème utilisé dans la romanisation du mandéen.
Elle est composée de la lettre S diacritée d’un caron et d’un tréma souscrit.

## Représentations informatiques
Le S caron tréma souscrit peut être représenté par les caractères Unicode suivant :
- composé et normalisé NFC  (latin étendu A, diacritiques) :

| formes    | représentations | chaînes de caractères | points de code | descriptions                                               |
| --------- | --------------- | --------------------- | -------------- | ---------------------------------------------------------- |
| majuscule | Š̤               | Š◌̤                    | U+0160 U+0324  | lettre majuscule latine s caron diacritique tréma souscrit |
| minuscule | š̤               | š◌̤                    | U+0161 U+0324  | lettre minuscule latine s caron diacritique tréma souscrit |

- décomposé et normalisé NFD (latin de base, diacritiques) :

| formes    | représentations | chaînes de caractères | points de code       | descriptions                                                           |
| --------- | --------------- | --------------------- | -------------------- | ---------------------------------------------------------------------- |
| majuscule | Š̤               | S◌̤◌̌                   | U+0053 U+0324 U+030C | lettre majuscule latine s diacritique tréma souscrit diacritique caron |
| minuscule | š̤               | s◌̤◌̌                   | U+0073 U+0324 U+030C | lettre minuscule latine s diacritique tréma souscrit diacritique caron |

## Sources
- (en) Michael Everson, Proposal for encoding the Mandaic script in the BMP of the UCS (no N3485R, L2/08-270R), 4 aout 2008 (lire en ligne)